# توررايلاس
بلدية توررايلاس (بالإسبانية: Turrillas)‏, هي بلدية تقع في مقاطعة المرية. جنوب شرق إسبانيا. يبلغ عدد سكانها 241 نسمة.

## وصلات خارجية
- نسخة محفوظة 10 مارس 2007 على موقع واي باك مشين. (بالإسبانية)